# Saviva
Die Saviva in Brunegg ist eine im Zustellgrosshandel tätige Schweizer Gastrolieferantin. Sie beliefert Betriebe in der Gastronomie, Hotellerie und im Gesundheitswesen mit Lebensmitteln, Getränken und Non-Food-Artikeln.

## Geschichte
Das Unternehmen wurde 1943 in Schaan gegründet und hat seine Wurzeln in der 1935 von Toni Hilti gegründeten Scana Konservenfabrik AG, der heutigen Hilcona. 1971 wurden die Scana-Unternehmen in der Schweiz von der Scana-Konservenfabrik getrennt und unter dem Dach der börsenkotierten Scana Holding mit Sitz in Regensdorf weitergeführt. Im Oktober 2002 verkaufte die Holding ihre Tochtergesellschaft Scana Lebensmittel an die Migros, wo sie zunächst als selbständige Tochter in der Division Grosshandel eingegliedert war. Die weiterhin börsenkotierte Scana Holding ihrerseits richtete sich neu aus und wurde zunächst in Regedo Holding und 2005 mit Fokus auf Immobilien in USI Group Holdings umbenannt. 2013 hat Migros die organisatorische Zusammenführung von Scana Lebensmittel und Cash + Carry Angehrn (CCA) zur Saviva AG vollzogen. CCA und Scana Lebensmittel bleiben operativ eigenständige Geschäftsbereiche und traten weiterhin unter ihren Marken am Markt auf. Die 2004 zugekaufte Mérat & Cie. AG wurde 2013 ebenfalls in die Dachmarke integriert. 2015 hat Saviva die Lüchinger + Schmid-Gruppe übernommen. Während Saviva 2017 den Handelsteil integrierte, sind Produktion und Verarbeitung seither Teil der Micarna-Gruppe, welche ebenfalls zur Migros gehört.
Im Juni 2020 gab Migros bekannt, dass sie beabsichtige Saviva zu verkaufen. Am 27. November 2020 hat die Migros und die Heba Food Holding AG, zu denen auch die Traitafina AG gehört, den entsprechenden Aktienkaufvertrag unterzeichnet. Die Aktien sollen von der Heba Food Holding, vorbehältlich der Zustimmung durch die Wettbewerbskommission, voraussichtlich im Januar 2021 übernommen werden. Die Zustimmung der Wettbewerbskommission erfolgte im Februar 2021. Im September 2021 wurde bekannt, dass Saviva ihren Hauptsitz von Regensdorf nach Brunegg ins ehemalige Lekkerland-Gebäude verlegt. Das Logistikzentrum in Regensdorf soll von Migros Online übernommen werden.
2024 wurde Saviva von Transgourmet Schweiz übernommen, ein Tochterunternehmen der Transgourmet Holding, welche wiederum zur Coop-Gruppe gehört.
Die Saviva AG war Mitglied bei der IG Bio.

## Standorte
- Brunegg (Hauptsitz)
- Belp, Carouge, Dierikon, Ecublens, Gossau SG, Landquart, Marin-Epagnier, Martigny, S. Antonino (Logistikzentren)
- Pratteln, Kloten (Kopfstationen)
- Neuendorf (Tiefkühllager)